# Ville-Houdlémont
 Ville-Houdlémont  là một xã của tỉnh Meurthe-et-Moselle, thuộc vùng Grand Est, đông bắc nước Pháp. Xã này nằm ở khu vực có độ cao trung bình 256 mét trên mực nước biển.